# Sawmill
Sawmill (in navajo: Niʼiijííh Hasání) è un census-designated place (CDP) della contea di Apache, Arizona, Stati Uniti. La popolazione era di 748 abitanti al censimento del 2010. Sawmill fa parte dell'agenzia di Fort Defiance, che si trova all'interno della Riserva Navajo. Prende il nome e si sviluppa intorno a una segheria (sawmill). Un trading post è presente dal 1907.

## Geografia fisica
Secondo lo United States Census Bureau, ha un'area totale di 5,78 mi² (14,97 km²).

## Società

### Evoluzione demografica
Secondo il censimento del 2010, la popolazione era di 748 abitanti.

### Etnie e minoranze straniere
Secondo il censimento del 2010, la composizione etnica del CDP era formata dallo 0,7% di bianchi, lo 0,1% di afroamericani, il 98,0% di nativi americani, lo 0,0% di asiatici, lo 0,0% di oceaniani, lo 0,0% di altre razze, e l'1,2% di due o più etnie. Ispanici o latinos di qualunque razza erano lo 0,9% della popolazione.